# هنري رينيه (ملحن)
هنري رينيه (بالإنجليزية: Henri René)‏ هو منتج أسطوانات وملحن وعازف بيانو وكاتب أغاني أمريكي، ولد في 29 ديسمبر 1906 في نيويورك في الولايات المتحدة، وتوفي في 25 أبريل 1993 في هيوستن في الولايات المتحدة.

## وصلات خارجية
- هنري رينيه على موقع IMDb (الإنجليزية)
- هنري رينيه على موقع ميوزك برينز (الإنجليزية)
- هنري رينيه على موقع ميوزك برينز (الإنجليزية)
- هنري رينيه على موقع أول ميوزيك (الإنجليزية)
- هنري رينيه على موقع ديسكوغز (الإنجليزية)
- هنري رينيه على موقع ديسكوغز (الإنجليزية)